# Gmina Novo Sarajevo
Gmina Novo Sarajevo (bośn. Općina Novo Sarajevo) – gmina w Bośni i Hercegowinie, w kantonie sarajewskim. W 2013 roku liczyła 64 814 mieszkańców.